# Jeffrey Hudson
Jeffrey Hudson (1619-c. 1682) fue un enano de corte de la reina inglesa Enriqueta María de Francia. Fue famoso como "el enano de la reina" y "Lord Minimus", siendo considerado una de las "maravillas de la época" debido a su proporcionada pequeñez. Luchó con los Realistas en la guerra civil inglesa y huyó con la reina a Francia pero fue expulsado de su corte cuando mató a un hombre en duelo. Fue capturado por piratas berberiscos y pasó casi veinte años como esclavo en África del Norte antes de ser rescatado y regresar a Inglaterra.

## Primeros años y ascenso
Hudson fue bautizado en Oakham en Rutland el 14 de junio de 1619. Sus padres, tres hermanos, y una medio hermana era todos de estatura normal. El padre de Hudson, John, era cuidador de los toros de hostigamiento para George Villiers, duque de Buckingham. Hudson era proporcionado pero pronto se hizo evidente su falta de crecimiento. Varias teorías se barajaron, incluyendo la popular "impresión materna", rumoreándose que su madre se atragantó con un pepinillo mientras estaba embarazada, pero lo más probable es que padeciera una deficiencia de la hormona de crecimiento causada por un déficit en la glándula pituitaria, lo que provoca enanismo hipofisario o proporcionado, menos común que el enanismo desproporcionado o acondroplasia.
En 1626, Jeffrey Hudson fue presentado a la duquesa de Buckingham como una "rareza de la naturaleza" y ella lo aceptó en su casa. Unos meses más tarde, el duque y la duquesa recibieron al rey Carlos I y su joven esposa francesa, la reina Enriqueta María, en Londres. El culmen del lujoso banquete fue la presentación de Jeffrey a la reina, servido en un gran pastel. Cuando el pastel fue puesto ante ella, Hudson surgió rompiendo la corteza, con sus apenas 50 cm de altura y vestido con una armadura en miniatura. La reina quedó encantada y los duques de Buckingham se lo ofrecieron como regalo.

## Hudson en la corte de la reina

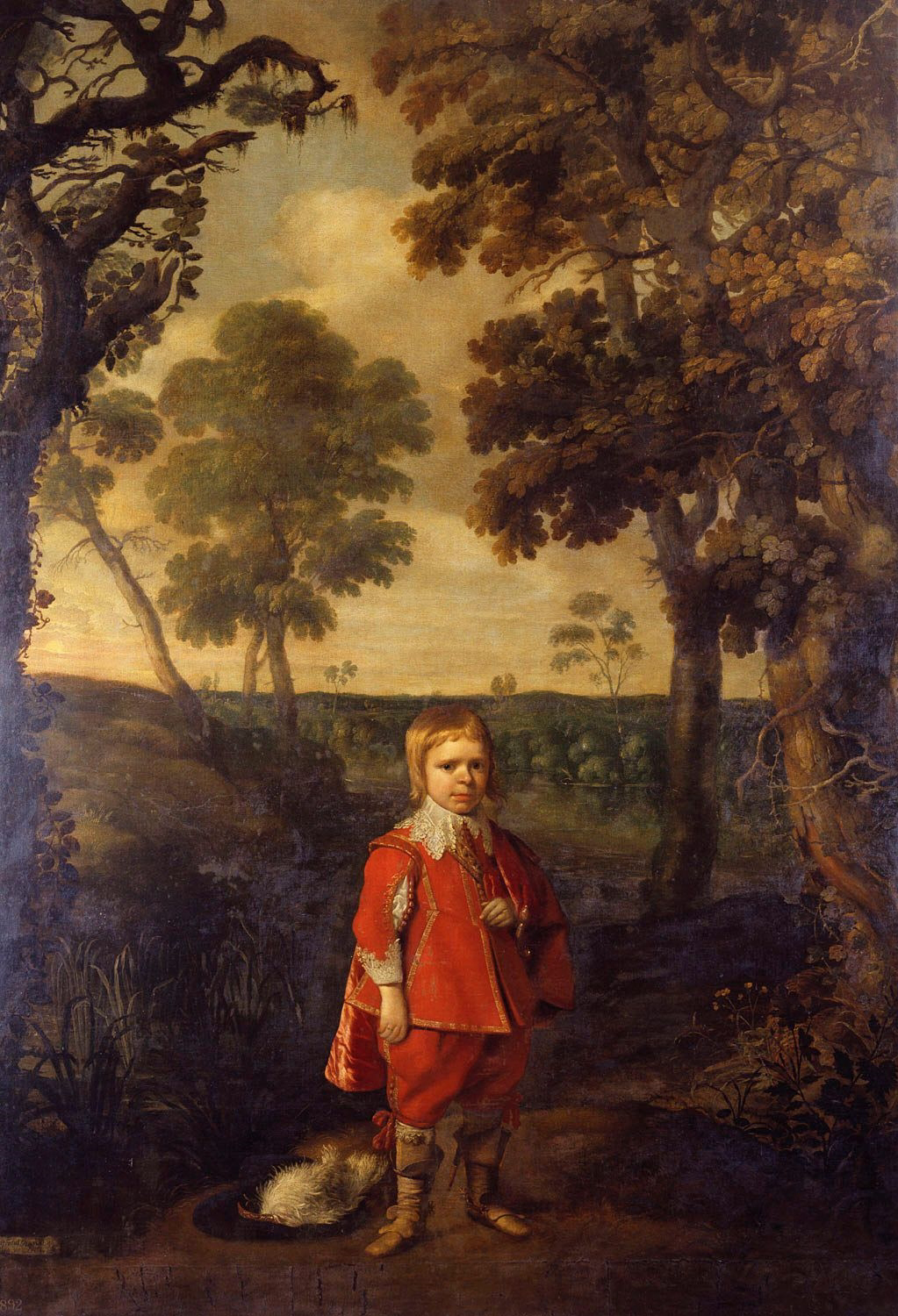
Hudson en el bosque (circa 1628 -30) de Daniël Mijtens.

Hudson se mudó a Somerset House en Londres a finales de 1626, donde la reina mantenía su casa real, con numerosos asistentes franceses y sacerdotes católicos. Era una de las varias curiosidades naturales y mascotas que coleccionaba, entre los que también se encontraban un portero galés gigante llamado William Evans, dos enanos desproporcionados, y un mono llamado Pug. Más tarde desarrolló una rutina con Evans en que el portero sacaba a Hudson de su bolsillo junto con una hogaza de pan, y procedía a hacer un emparedado. A medida que crecía en edad aunque no en tamaño, Hudson aprendió a divertir y entretener con su ingenio, comportamiento cortés así como su apariencia. Los enanos aún no eran raros en las cortes europeas barrocas pero la figura proporcionada de Hudson y tamaño minúsculo le hicieron singularmente famoso. Su medida era repetidamente descrita como de 18 o 19 pulgadas (45 a 48 cm, aunque en realidad durante mucho tiempo fue unos veinte centímetros más alto) y que apenas creció entre los 7 y 30 años de edad. A menudo interpretaba personajes pintorescos en las elaboradas mascaradas escenificadas por Inigo Jones para entretenimiento de la corte.
Hudson montaba a caballo con la reina y su casa. Se proporcionaban sillas de montar a la amazona para diez damas y tres lavanderas, mientras el enano montaba en un sillín de terciopelo con encajes de plata y flecos de seda. El sastre de la corte Gilbert Morrett también hacía la ropa para Hudson. Se decía que cosas como "un traje de barracán color ceniza con mangas" y "un traje negro de luto de Flandes", y medias escarlata para llevar bajo su armadura. El sastre de la reina George Gillin hacía la ropa de la enana Sarah, o "Litle Sarah", incluyendo un vestido italiano de paño escarlata. Hudson y Sarah vestían con los mismos tejidos que los propios hijos de Enriqueta María.
En 1630, con unos diez años de edad, Hudson fue incluido en una misión a Francia. A pesar de que el propósito principal de la misión era regresar con una partera para el primer embarazo de la reina, probablemente Hudson fue enviado para el discreto reconocimiento de la corte francesa. En el viaje de regreso a través del canal de la Mancha su barco fue capturado por corsarios dunkerqueses, que saquearon el barco pero los dejaron regresar a Inglaterra. El segundo viaje de Hudson a través del Canal ocurrió en 1637, con dieciocho años, cuando un grupo de cortesanos viajó a los Países Bajos para observar el asedio de Breda, cuando los holandeses trataban de expulsar al ejército español.
Hudson fue educado en la casa de la reina y aprendió los modales cortesanos. Allí fue criado en el catolicismo. Aprendió a montar a caballo y disparar una pistola. Fue celebrado en numerosos poemas y panfletos. Sin embargo, a pesar de su ingenio e inteligencia, era su pequeño tamaño lo más apreciado y se entendía que de haber tenido un tamaño normal no habría disfrutado un lugar en la corte. Esto es explícitamente reconocido en uno de varios poemas aduladores.

## Guerra Civil y la disolución de la corte
En 1640 la relación entre el rey Carlos y el Parlamento se había deteriorado al punto de conspiraciones e intento de arrestos. El conflicto armado estalló entre Realistas y Parlamentarios en 1642. Mientras Carlos dirigía el ejército realista, la reina partió con un pequeño séquito, incluyendo a Hudson, a los Países Bajos para recaudar dinero y apoyarle. Vendiendo algunos artículos de palacio reunió lo suficiente para comprar algunos suministros para el ejército realista, pero fue incapaz de conseguir el apoyo oficial del gobierno holandés protestante. Regresó a Inglaterra con sus cortesanos y se encontraron en medio de una guerra civil.
Fueron capaces de unirse a las fuerzas realistas en Oxford. La reina nombró a Hudson "Capitán de Caballería". No se conoce si mandó tropas o combatió en las redadas de caballería de Ruperto del Rin, pero consideró el nombramiento más un honor que una broma y luego se haría llamar capitán Jeffrey Hudson.
Cuando se hizo evidente que la guerra se estaba ampliando en lugar de concluir, la reina huyó a Francia en 1643 con un pequeño grupo de cortesanos y sirvientes, otra vez incluyendo a Hudson. A pesar de que fueron calurosamente recibidos en Francia y se les proporcionó espacio en el palacio del Louvre, la reina estaba enferma después de un parto difícil y pronto trasladó su corte en el exilio al balneario de Nevers.

## Duelo y desastre
Para entonces Hudson aparentemente ya no tenía ningún interés en retomar su función de mascota o bufón y dejó claro que ya no permitiría más bromas o insultos. No hay registro sobre la ofensa sufrida pero en octubre de 1644, Hudson desafió al hermano de William Crofts a un duelo. Crofts llegó al duelo blandiendo una enorme jeringa llena de agua, y el no tomarse el asunto en serio fue fatal, porque el furioso Hudson le disparó con una pistola auténtica en la frente. La muerte de Crofts fue un desastre para Hudson. Los duelos habían sido prohibidos en Francia y esto podría además considerarse una transgresión contra la hospitalidad, además del hecho de que William Crofts era una figura destacada como maestro de caballería de la reina y jefe de sus guardias de corps (guardaespaldas). Fue inicialmente sentenciado a muerte, pero Enriqueta María intercedió por su vida, y fue devuelto a Inglaterra.

## Esclavitud y redención, pobreza y muerte
Los movimientos de Hudson tras abandonar la corte a finales de 1644, con veinticinco años, se desconocen. Unos meses después aparece en un barco capturado por piratas berberiscos. Hudson fue llevado a África del Norte como esclavo, donde pasó unos veinte años como sirviente. La fecha y circunstancias de su rescate o redención tampoco se conocen pero en la década de 1660 varias misiones fueron enviadas desde Inglaterra a Argelia y Túnez al rescate de cautivos ingleses, y su primera presencia documentada de regreso en Inglaterra es de 1669. No hay detalles de su cautiverio excepto un hecho: reclamó haber crecido hasta las 45 pulgadas (1,10 m) durante este tiempo, duplicando su altura después de los treinta años, lo que atribuyó a la sodomía regularmente sufrida a manos de sus captores.
Los pocos registros contemporáneos de los años de Hudson entre 1669 y su muerte en 1682 constan de algunos recibos de donaciones de dinero del duque de Buckingham y el nuevo rey. No regresó a la corte de la reina, incluso después de la Restauración y una petición de regreso a invitación de su hijo, Carlos II. Residió en Londres hasta que huyó a Francia durante la peste de Londres de 1665. Vivió en Francia hasta 1669, el año que Hudson reaparece en los registros ingleses.
Jeffrey Hudson vivió luego en Oakham varios años, donde fue entrevistado y se hizo un breve registro de su vida, por James Wright el anticuario. En 1676 Hudson regresó a Londres, quizás para buscar una pensión de la corte real. Tuvo la desgracia de llegar en un momento de turbulenta actividad anticatólica, que incluyó el "complot papista" de Titus Oates (también de Oakham), y fue encarcelado "por un tiempo considerable" en la Gatehouse Prison. Ser un "católico romano" fue su único delito, pero no fue liberado hasta 1680. Murió aproximadamente dos años más tarde en una fecha desconocida, en circunstancias desconocidas, enterrado en una tumba anónima para indigentes católicos.